# Erwin Kruk

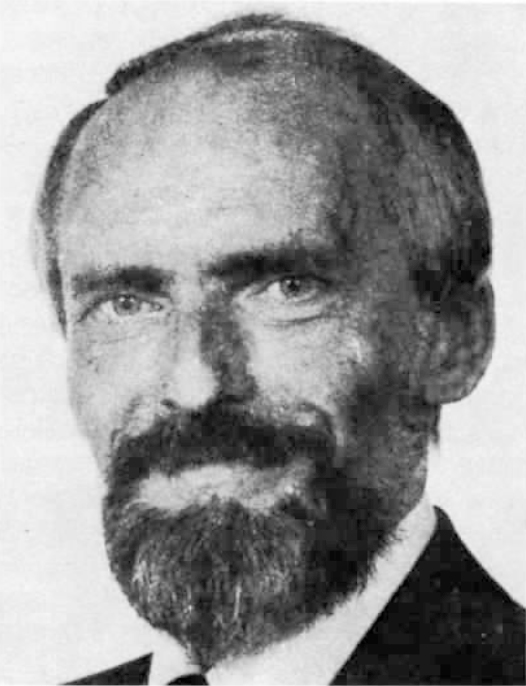
Erwin Kruk (1989)

Erwin Kruk, Pseudonym Marek Doski  (* 4. Mai 1941 in  Gutfeld, Kreis Neidenburg; † 31. März 2017 in Olsztyn, Ermland-Masuren) war ein deutsch-polnischer Schriftsteller, masurischer Dichter und Literaturkritiker polnischer Sprache. Er galt als Stimme und literarisches Gedächtnis Masurens.

## Kindheit und Jugend
Erwin Kruks Vater war der Landwirt Hermann Kruk, der im Zuge der Ostpreußischen Operation von der Roten Armee deportiert wurde. Seine Mutter Meta Kruk starb bei der Zwangsarbeit. Als Waise lebte Erwin Kruk zunächst bei Verwandten und in einer sozialen Gemeinschaft von verbliebenen Einheimischen. Zunehmende Spannungen zwischen ihnen und Zuwanderern, Entrechtung, Identitätsverlust und Entfremdung machten die Masuren zu „Vertriebenen im eigenen Land“. Als sie Masuren nach und nach verlassen hatten, kam Kruk in Heime und Internate. Von seiner Herkunft abgetrennt, musste er sie schließlich verleugnen. Er wuchs ohne jeden sozialen Schutz auf. Mit Hilfe eines Wörterbuchs konnte er Deutsch lesen, aber nicht schreiben. In einem Brief zitierte er den vertriebenen Schlesier Louis Ferdinand Helbig:

„Die Fremde ist nicht Heimat geworden, aber die Heimat Fremde.“

## Werdegang
Nachdem Kruk 1960 in Morąg das Abitur gemacht hatte, studierte er Polonistik an der Nikolaus-Kopernikus-Universität Toruń. Er leitete den studentischen Hörfunk und gründete die literarische Gruppe Kadyk. Als Herausgeber des Almanach poezji widmete er sich unter anderem Studentenliedern der Kopernikus-Universität aus der Zeit von 1945 bis 1965.
Nach Abschluss des Studiums zog er 1966 nach Olsztyn, wo er über 13 Jahre als Journalist bei der Zeitung Głos Olsztyński (Gazeta Olsztyńska) arbeitete. Danach war er Publizist und Chefredakteur der Zeitschrift Przemiany (dt. Wandel). Im März 1980 verließ er die Redaktion der Gazeta Olsztyńska.
Im selben Jahr begann er sich in der Solidarność zu engagieren. Er war Mitgründer des Masurischen Kulturverbandes, der von der Regierung nicht genehmigt wurde. Zugleich betätigte er sich nach einer Aussage von Kazimierz Brakoniecki aktiv für die Polnische Vereinigte Arbeiterpartei. Bei seiner Zusammenarbeit mit vielen gesellschaftskulturellen Zeitschriften entschloss Kruk sich 1981, bei der Monatsschrift Meritum in Warschau zu arbeiten. In den Jahren 1989–1991 vertrat er die Woiwodschaft Olsztyn im Senat der Republik Polen. Später wechselte er zur Unia Demokratyczna.
Der polnische P.E.N. wählte ihn Ende der 1990er Jahre zum Vizepräsidenten. Er war Präsident der Literatenvereinigung (SPP Club) in Olsztyn und Mitgründer der Masurisch-Evangelischen Gesellschaft (1999). Eingehend befasste er sich mit Simon Dach und der Kürbishütte.
Er übersetzte Wojciech Kętrzyńskis Poesiensammlung Aus dem Liederbuch eines Germanisierten (1854–1862) sowie Gedichte von Ernst Wiechert.

## Mitgliedschaften
- Verband polnischer Literaten (1969)
- Vereinigung polnischer Journalisten (bis zur Auflösung 1981)
- Polnische Vereinigte Arbeiterpartei[7]
- Solidarność (1980)
- P.E.N.
- Synodaler der  Evangelisch-Augsburgischen Kirche in Polen

## Ehrungen
Unvollständige Liste
- Stanislaw Piętak-Preis (1977)
- Polcul Foundation (1988)
- Polnisches Ministerium für Kunst und Kultur (1989)
- Martin-Luther-Medaille (1991)
- Literacka Nagroda Warmii i Mazur (2006)
- Gloria-Artis-Medaille für kulturelle Verdienste (2007)
- Adam-Mickiewicz-Preis für Nieobecność (2016)
- Ehrenbürger von Olsztyn[10]
- Ehrendoktor der Universität Ermland-Masuren[11]

## Werke

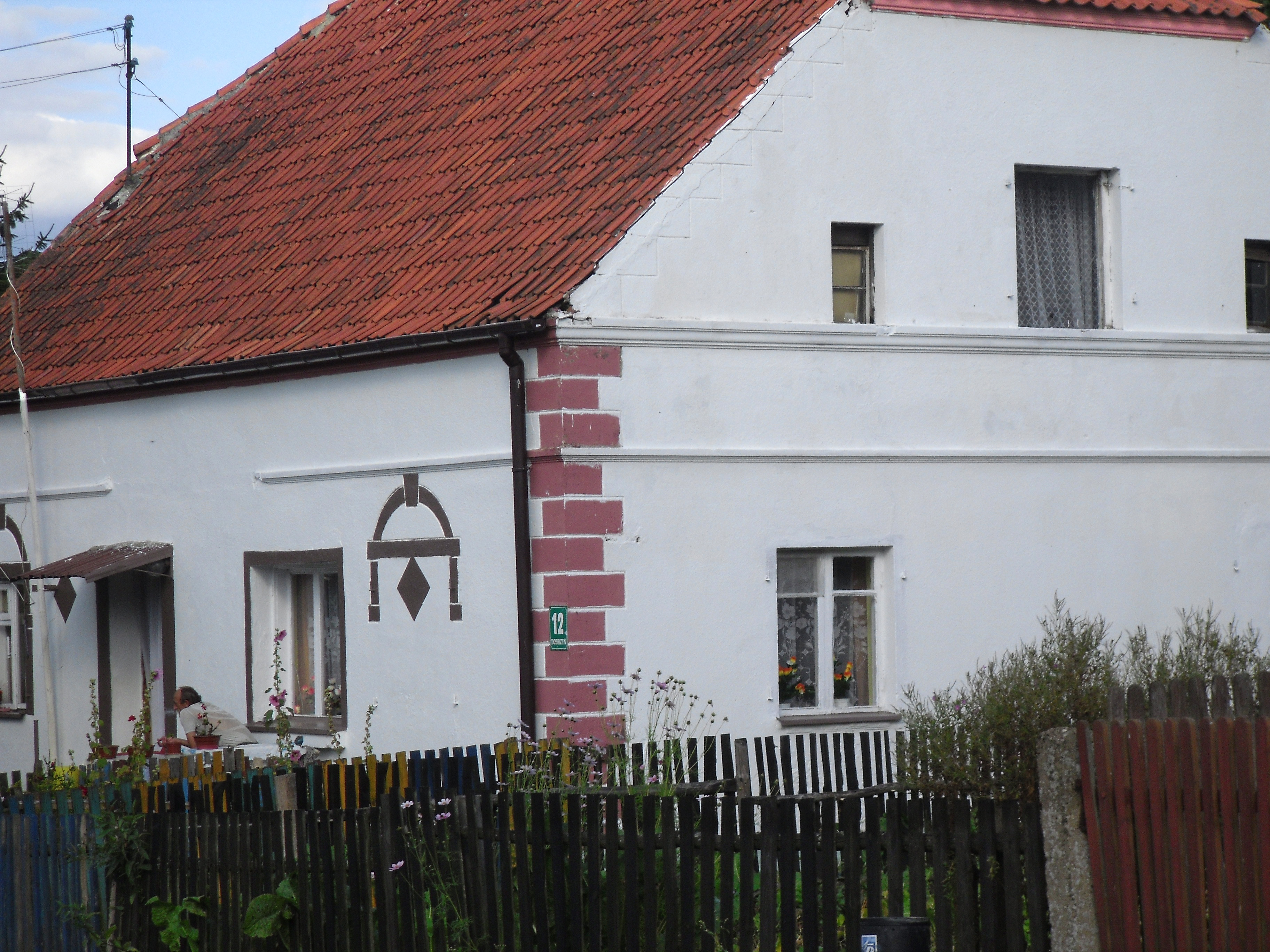
Kruks Elternhaus

### Romane
- Drogami o świcie (1967) – Unterwegs am Morgen
- Na uboczu święta (1967) – Weihnachten abseits der Straßen
- Rondo (1971) – Kreisverkehr
- Pusta noc (1976) – Leere Nacht
- Łaknienie (1980) – Begierde
- Kronika z Mazur (1989) – Eine Chronik aus Masuren

### Essays
- Szkice z mazurskiego brulionu (2003) – Skizzen aus der masurischen Kladde
- Spadek. Zapiski mazurskie 2007–2008 (2009) – Das Erbe. Masurische Notizen

### Gedichte
- Rysowane z pamięci (1963) – Aus dem Gedächtnis gezeichnet
- Zapisy powrotu (1969) – Notizen der Rückkehr
- Moja Północ (1977) – Mein Norden
- Powrót na wygnanie (1977) – Heimkehr ins Exil
- Z krainy Nod (1987) – Aus dem Lande Nod
- Znikanie (2005) – Das Verschwinden

### Geschichtsbücher
- Ewangelicy w Olsztynie (2002) – Evangelische in Allenstein
- Warmia i Mazury (Ermland und Masuren). Breslau 2003